# Gonolobus stellatus
Gonolobus stellatus är en oleanderväxtart som beskrevs av August Heinrich Rudolf Grisebach. Gonolobus stellatus ingår i släktet Gonolobus och familjen oleanderväxter. Inga underarter finns listade i Catalogue of Life.